# Christian Rogner
Christian Johan Heinrich Rogner, född 4 augusti 1859 i byn Birnthon, nära Grünsberg i Altdorf bei Nürnberg, utanför Nürnberg i Kungariket Bayern, död 10 augusti 1935 i Lindesberg, var en bayersk-svensk bryggmästare.

## Biografi
Christian Rogner föddes 1859 i Birnthon i Kungariket Bayern och invandrare till Sverige, vars bryggerinäring växte.
Han var hälftenägare i bryggeriet O. Vallmo & Co i Lindesberg från 1867 (möjligen tillsammans med sin kusin Friedrichs Lachs, vilket dock inte omnämns i Lindesbergs industrihistoria av Eric Öhrn). Vid ett senare ägarbyte 1900 kvarstod Rogner och drev verksamheten med John Andersson fram till 1905, då Rogner avslutade sitt uppdrag. Bryggeriet hade då byggts om till ångbryggeri med Björn Fredrik Kugelberg som bryggmästare under stor del av tiden.